# Château de San Servando
Le château de San Servando est situé dans la ville de Tolède, en Castille-La-Manche, en Espagne, proche de la rive du Tage et de l'Académie d'Infanterie. 

## Historique et description

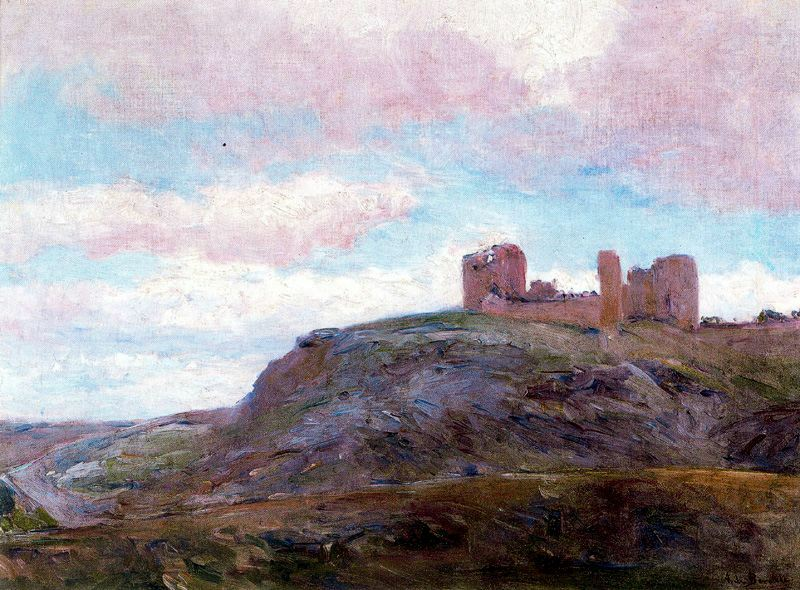
Château de San Servando par Aureliano de Beruete

Sa construction comme monastère a débuté en 1024, au temps d'Alfonso VI. En 1088 il a été converti en alcazar en raison de la menace du royaume chrétien et aux possibles incursions des musulmans par le pont d'Alcántara.
En 1147 Muñoz de Cervatos a conquis le château des mains des Maures. Avec la totale expulsion des musulmans de la péninsule ibérique, la forteresse a perdu progressivement sa fonction défensive et est tombée dans l'oubli.
Après divers avatars, et dangers de démolition, en 1874 l'édifice a été déclaré « Monument artistique national ». Au XXIe siècle, le château est complètement restauré et, après avoir servi successivement de collège, de siège des Cortes de Castille-La Manche et de résidence universitaire, il  héberge depuis des célébrations de cours et des conférences. 
Depuis le château on a une vue panoramique de la ville de Tolède et du Tage, la rivière qui la borde, dans ce qui était la citadelle médiévale.

## Source de traduction
- (es) Cet article est partiellement ou en totalité issu de l’article de Wikipédia en espagnol intitulé « Castillo de San Servando » (voir la liste des auteurs).